# Strabokran
Der Strabokran war ein transportabler Straßenbockkran, der von den Panzerinstandsetzungseinheiten der Wehrmacht und der Waffen-SS im Zweiten Weltkrieg verwendet wurde.

## Beschreibung
Die Firma J. S. Fries Sohn in Frankfurt am Main entwickelte den Strabokran vor Kriegsbeginn. Es gab drei Varianten, die sich durch Traglasten von 15 bis 16 Tonnen und verschiedene Baujahre unterschieden. Es wurden bis Kriegsende etwa 100 Stück gebaut, teilweise auch in Lizenz bei der Maschinenfabrik Stratenwerth in Duisburg. Von Stratenwerth ist eine Baureihe der „Fapo-Krane“ (Fahrportal-Krane) aus Firmenprospekten bekannt.
Halbkettenzugmaschinen (Sd.Kfz. 8 oder Sd.Kfz. 9) zogen den Strabokran im Felde. Zum Aufbau des Strabokrans benötigten zehn Soldaten etwa eine Stunde. Die Werkstattkompanien der Einheiten, die mit Panther oder Tiger ausgestattet waren, hatten den Strabokran.

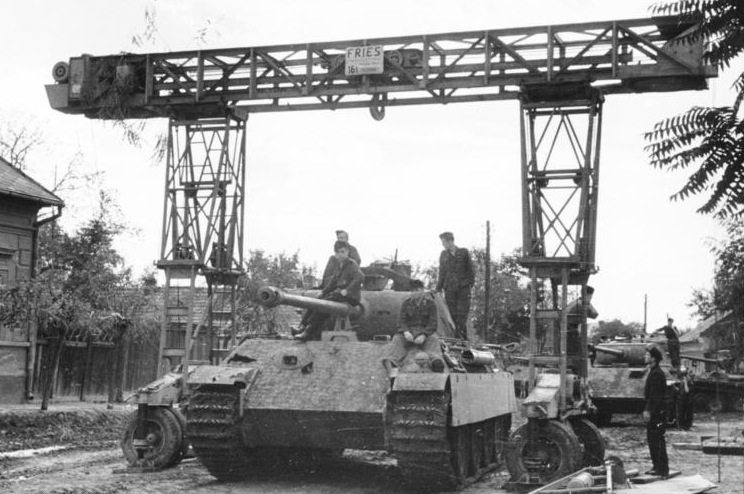
Strabokran von J. S. Fries Sohn
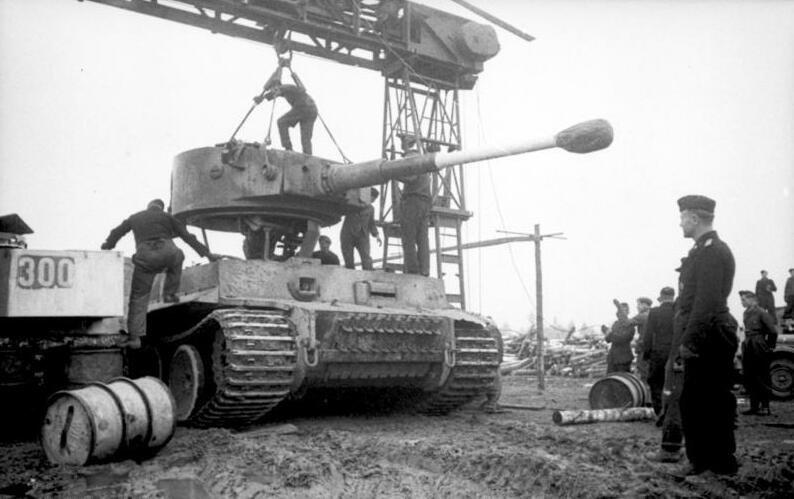
Reparatur eines Panzers VI (Tiger I)
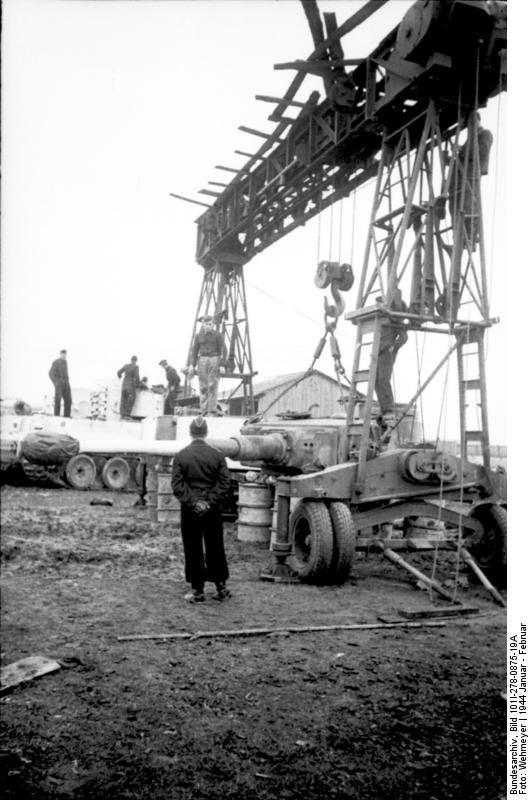
Russland, Reparatur eines Panzers VI (Tiger I)
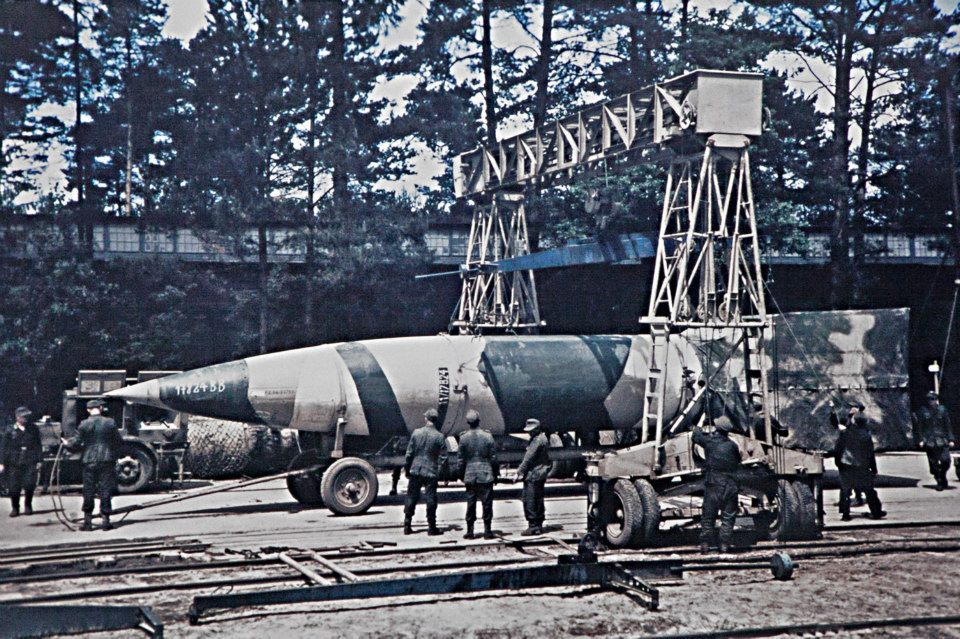
In Blizna wird die V2 17824 mit dem Vidalwagen unter den Kran gefahren

## Einsatz
Der Strabokran wurde feldmäßig von den Instandhaltungseinheiten genutzt, um beispielsweise Panzermotoren zu wechseln oder Panzertürme abzuheben. Bei der Verladung der Rakete Aggregat 4 (Vergeltungswaffe 2, kurz V2) kam der Strabokran ebenfalls zum Einsatz.

## Museale Rezeption
Einer der wenigen erhaltenen Strabokrane befindet sich in der Ausstellung des Overlord Museum in Colleville-sur-Mer.